# Nathan Collins
Nathan Michael Collins (ur. 30 kwietnia 2001 w Leixlip) – irlandzki piłkarz występujący na pozycji obrońcy w angielskim klubie Brentford oraz w reprezentacji Irlandii. 
Wychowanek Stoke City, w trakcie swojej kariery grał także w Burnley czy Wolverhampton Wanderers.